# Aïkidoka
 (novembre 2010).

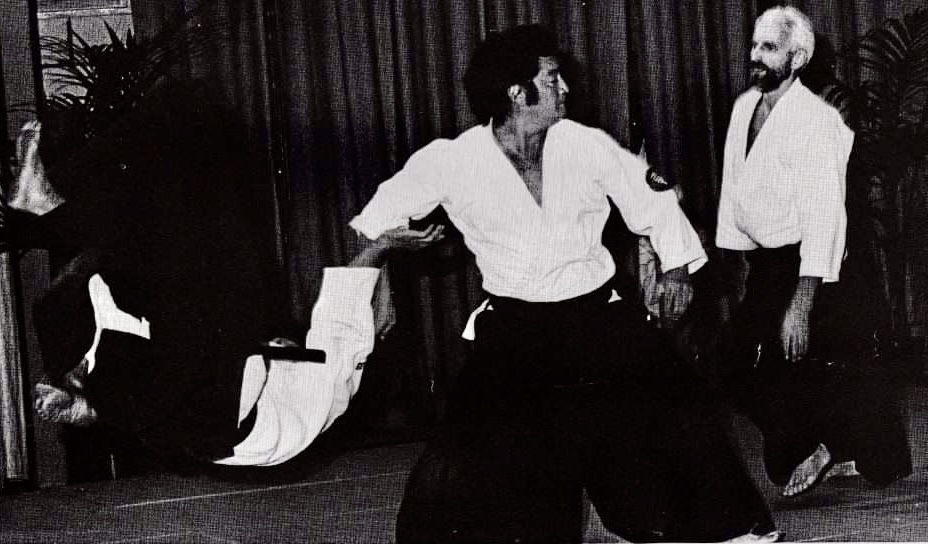
Yoshimitsu Yamada en entraînement. Il est un maître d'aïkido japonais.

Un aïkidoka (合気道家, aikidōka) est un pratiquant de l'aïkido, un art martial japonais.
Au Japon, le terme aikidōka implique un professionnel qui se voue uniquement à cet art. Une personne uniquement pratiquante est un « aikishugyosha » (étudiants de l'aïkido). 

## Liste d'aïkidokas

### OSenseietDoshus
- Morihei Ueshiba (1883 - 1969)
- Kisshōmaru Ueshiba 2e Doshu  (1921 - 1999)
- Moriteru Ueshiba 3e Doshu  (1951)

### Aïkidokas japonais

#### 10edan
- Minoru Mochizuki (1907 - 2003)
- Kōichi Tōhei (1920 - 2011)
- Hikitsuchi Michio (1923 - 2004)

#### 9edan
- Morihiro Saitō  (1928 - 2002)
- Hiroshi Tada (1929)

#### 8edan
- Shoji Nishio  (1927 - 2005)
- Hirokazu Kobayashi (1929 - 1998)
- Yasuo Kobayashi (1936)
- Nobuyoshi Tamura (1933 - 2010)
- Mitsugi Saotome   (1937)
- Kazuo Chiba  (1940 - 2015)
- Kenji Tomiki (1900 - 1979)
- Seiichi Sugano (1939 - 2010)
- Shoji Seki (1950-)
- Miyamoto Tsuruzo
- Kimura Jiro

#### Autres
- Hitohiro Saitō
- Tadashi Abe (1926 - 1984)

### Aïkidokas connus aux Amériques

#### Aïkidokas connus auxÉtats-Unis

##### 7edan
- Donovan Waite
- Steven Seagal

##### Autres
- Kazuo Chiba

### Aïkidokas connus enEurope

#### Belgique

##### 8edan
- Pierre Citti
- Gérard Blaize

#### 7edan
- Julien Naessens
- Roger Hannoset
- Georges Schiffelers
- Dany Leclerre
- Jacques Horny
- Louis Van Thieghem
- François Warlet
- Aziz Belhassane
- Luc Deweys
- Chantal Danthine

#### 6edan
- René Hauzeur
- Jean Lindebrings
- Tony Thielemans
- Christophe Depaus
- Dimitri Crenier
- Patrick Dignef

#### France

##### 8edan
- Christian Tissier FFAAA [1]
- Paul Muller FFAAA [2]
- Nobuyoshi Tamura FFAB (1933 - 2010)
- Claude Pellerin
- Gerard Blaize
- [2]

##### 7edan
FFAAA
- Patrick Benezi
- Bernard Bleyer
- Michel Erb[3]
- Philippe Gouttard
- Philippe Grangé[3]
- Daniel Jean Pierre
- Philippe Léon
- Franck Noël
- Luc Mathevet[3]
- Bernard Palmier
- Joël Roche[3]
- Jean-Luc Subileau[4]
- Micheline Tissier[2]
- Bruno Zanotti[2]

FFAB
Michel Bécart
Luc Bouchareu
Jean Marc Chamot
Hervé Dizien (GHAAN) 
Jean-Luc Fontaine
Toshirō Suga

ARA
Jean-Pierre Le Pierres

AIATJ
Gérard Blaize

##### 6edan

###### FFAAA
- Marc Bachraty[1]
- Fabrice Cast[6]
- Dominique Dalet[6]
- Pascal Durchon
- Hervé Guénard
- Jean-Michel Merit (1955 - 2008)
- Eric Marchand[6]
- Philippe Orban
- Patrice Reuschlé[3]
- Philippe Voarino

###### FFAB
- Claude Cébille (GHAAN)
- Philippe Cocconi[5]
- Michel Desroches (GHAAN)
- Ahmed Si Guesmi
- Brahim Si Guesmi

#### Autre

##### TARF
- Jean-Marc Serio (6e dan Aikikai et 6e dan Takemusu Aïkido)

#### Divers Europe

##### 8edan
- Georges Stobbaerts  (1940-2014)
- Kenjiro Yoshigasaki

### Aïkidokas connus en Afrique

#### Maroc

##### 8edan
- M'barek Alaoui (décédé en 2014)